# 2018 AY18
2018 AY18 est un objet transneptunien faisant partie des objets connus situés à plus de deux fois la distance de l'orbite de Neptune.